# Heyersdorf
Heyersdorf este o comună din landul Turingia, Germania.

## Orașe înfrățite
- Kieselbronn, Germania din  1993
- Bernin, Franța din  1995

1. ↑  Alle politisch selbständigen Gemeinden mit ausgewählten Merkmalen am 31.12.2018 (4. Quartal) (în germană), Statistisches Bundesamt[*], arhivat din original la 10 martie 2019, accesat în 10 martie 2019